# Естерсунд (футбольний клуб)
Естерсундс (швед. Östersunds Fotbollsklubb) — шведський футбольний клуб, який представляє місто Естерсунд.

## Історія
«Естерсунд» — футбольний клуб зі Швеції, сформований шляхом злиття кількох місцевих команд. Виступав, зазвичай, у нижчих лігах. Лише, з початку XXI століття, з приходом ефективного спортивного менеджменту, команда почала підніматися турнірними щаблями. На другому десятку свого існування команда пробилася в елітний ешелон шведського футболу, навіть здобула один з його головних трофеїв — Кубок країни.

### Передумови
В містечку Естерсунд, адміністративному центрі лену Ємтланд, уже на початку ХХ століття було утворено кілька спортивних товариств, які, в свою чергу, культивували футбол, як один із видів спорту. Найбільш успішні серед них «Упе» ІФ (Естерсунд) та ІФК Естерсунд.
Два головних спортивних фаворита Ємтланду, які постійно поборювали один одного в різних видах спорту, пристали на пропозицію утворити спільний футбольний клуб, адже досвід спільного користування стадіону «Гофваллен» у них уже був.

### Заснування клубу
31 жовтня 1996 року Естерсунд отримав новий футбольний клуб з ознаками професійного. ФК Естерсунд виник внаслідок об'єднання двох місцевих клубів — «Упе» ІФ (Естерсунд), ІФК Естерсунд до яких одразу ж долучився ще один колектив — «Естерсунд/Турвалла ФФ».
Перемовини йшли доволі тяжко, оскільки «Упе» ІФ (Естерсунд) вважався більш успішним колективом в футболі і, маючи хорошу підготовчу школу, немав наміру розпускатися взагалі. Що один, що другий співзасновники, були спортивними асоціаціями, тож вони ще культивували кілька видів спорту й також не мали наміру їх закривати. До того ж шведська федерація футболу не хотіла вводити окрему позицію для новачка ліги, тому було запропоновано котромусь із попередників помінятися місцем із «Естерсунд ФК». Допоки йшли суперечки, в пригоді стало приєднання до їхньої спілки ще одного колективу «Естерсунд/Турвалла ФФ» (який виступав двома рангами нижче і потерпав від складного фінансового та адміністративного становища). Рішення було знайдено: нова команда «Естерсунд ФК» залишалася в 2 дивізіоні на місці «Упе» ІФ (Естерсунд), а ті опускалися рангом нижче (в 3 дивізіон), а ІФК «Естерсунд» ще на ранг нижче, замінив собою уже колишню команду «Естерсунд/Турвалла ФФ».
Підтримуваний фінансово місцевим бізнесом та муніципалітетом, ІФК Естерсунд покладав надії вболівальників на успішне представлення їхнього краю на футбольній карті країни. До того ж процес об'єднання не припинявся: в 1997 році до клубу влився ще один колектив «Фресе ІФ» (Естерсунд), а в 2000 році — «Фельтєгарнас» ІФ (Естерсунд).

### Початки (1997–2005)
Перший свій офіційний матч Естерсунд ФК провів у березні 1997 року в групі «Norrland» (одній із 6 груп). Той сезон був для новачків важким, гравці, ще донедавна колишні опоненти, лише притиралися один до одного, тому в загальному підсумку команда посіла лище сьоме місце в Дивізіоні 2 (третій рівень шведського футболу).
Зате в наступних сезонах вони постійно перебували на верхніх щаблях турнірної таблиці. А в сезоні 1999 року червоно-чорні стали переможцями групи й отримали право зіграти плей-оф (груповий турнір) за підвищення у класі. На жаль, супротивники виявилися сильнішими й естерсундці посіли останнє, третє, місце — серед найкращих команд Дивізіону 2.
Сезон 2005 року був предтечею нової реформації шведських ліг, тому перед колективом було поставлено завдання: знову поборотися за вихід у плей-оф й не опускатися нижче 5 місця. Наприкінці сезону виявилося, що лише кілька очок відділило команду від лідера. Невеличкою втіхою для колективу стала новина, що вони залишилися в Дивізіоні, який тепер був реорганізований у дві групи.

### Становлення на професійні рейки (2006–2010)
Реорганізація ліги співпала зі зміною керівництва клубу, його очільником став амбітний Даніель Чіндберг (Daniel Kindberg). Новий президент клубу запропонував повністю перейти на рейки професійного футболу та почерпнути найкращі зразки в англійських лігах. Була обрана стратегія цілісного колективу (команди, адміністрації, вболівальників та спонсорів) який отримав тепер ціннісні орієнтири щодо свого становлення. Були обрані напрямки роботи дитячо-юнацьких шкіл та вибудувана сама спортивна піраміда в клубі (на кшталт англійської футбольної професійної кар'єрної драбини). І, що найважливіше, почали споруджувати нову, вузькоспеціалізовану футбольну арену.
Загалом, нововведення від Даніеля та його молодих тренерів давалася важко. Команді довелося переходити на нові стандарти та ще й боротися з найкращими колективами 1 Дивізіону (групи «Norra»). Суттєво зросло навантаження на гравців: вдвічі більше ігор, вдвічі довші переїзди та нові, незнайомі команди-суперники. Відтак «Естерсунд ФК» перебивався в другому десятку турнірної таблиці, балансуючи поміж зоною вильоту та твердими середняками ліги (третьої, за рангом).
Спершу, в сезоні 2006 року, команду виводив на поле молодий місцевий фахівець Стефан Реґебру. Командну гру лихоманило, не було стабільного складу, що призвело до балансування на межі вильоту з ліги, а рятівне 13 місце було здобуто лише завдяки кращим показникам (7 перемог в сезоні). В провальний початок наступного сезону, весною 2007 року, команду ще очолював Стефан Регебру, тому очільникам клубу довелося поспішно шукати нового тренера.
Ще в 2006 році Даніель Чіндберг, потрапив на оглядини до Уельсу, пізніше він навів тісні бізнес-контакти з тамтешніми футбольними клубами та менеджерами. Як наслідок, в травні 2007 року було підписано договір співпраці між валлійським футбольним клубом «Суонсі Сіті» (місто Суонсі) та клубом «Естерсунд». Частиною угоди був перехід двох молодих гравців «Суонсі Сіті» Скотта Еванса і Керрі Моргана, на правах оренди, для отримання ігрового досвіду. А 9 липня 2007 року англійські автономісти приїхали до шведських: валійці «Суонсі Сіті» зустрілися з ємтландцями «Естерсунда» в літньому товариському матчі, приуроченому до офіційного відкриття нового клубного стадіону під назвою «Ємткрафт Арена». Переповнений стадіон, більш як 5000 глядачів, побачив поразку своєї нової команди 6:0. Всі ці події підштовхнули президента клубу до радикальних змін на тренерському містку.
У серпні 2007 року Нейл Макдональд, колишній менеджер футбольного клубу «Карлайл Юнайтед», а також другий тренер в футбольному клубі «Лінкольн Сіті», був призначений тимчасово виконуючим обов'язки менеджера (на 5 тижнів) і допоміг «Естерсунду» уникнути вильоту до Дивізіону 2. Тепер уже 7 перемог та 9 нічиїх дозводлили відірватися від аутсайдерів на 2 очки і посісти 11 місце.
Наступний сезон Нейл повернувся до Англії, а команду взявся тренувати відомий шведський футболіст та тренер Карл-Гунар Бйорклунд (Karl-Gunnar Björklund). Йому вдалося стабілізувати гру колективу але суттєвих турнірних здобутків не було. За два своїх сезони, Карл-Гунар утримував з «Естерсундом» 10 та 11 місця.
Водночас, співпраця президента-менеджера Чіндберга із валійцями не припинялася: так в березні 2009 року клуб взяв на правах оренди на 3 місяці у «Суонсі Сіті» ще двох молодих гравців: Чаду Бонда і Бйорджина. Тож наступного 2010 року уже нікого не здивувала поява на тренерському містку «Естерсунду» відомого англійського футболіста Лі Макела (Lee Makel). Лі вже грав за команду (в сезоні 2008 року, провівши 22 гри і забивши 6 голів), тож публіка з прихильністю зустріла його. Виконуючи обов'язки граючого тренера (Лі Макел провів 12 ігор і забив 5 голів), англійцеві доводилося сутужно, тож і не дивно, що сезон виявився провальним — команда посіла останню сходинку турнірної таблиці й вилетіла до 2 Дивізіону шведського футболу (рангом ще нижче).

### Стрімке сходження команди (2011–2015)
Як тільки довелося Даніелю Чіндбергу, вчергове, міняти наставника команди, але президент гнув свою лінію, він знову запросив покермувати «Естерсундом» англійця — знаного, ще недавно, гравця Грема Поттера і зовсім невідомого як тренера (це була його перша команда). Даніель дав шанс проявити себе молодому тренеру, який пройшов чимало англійських тренерських курсів та асистував у молодіжних збірних Англії. Нова футбольна філософія Поттера (розвивання в футболістові не тільки фізичних навичок, але й мистецьких та культурних здібностей) одразу ж покращила атмосферу в колективі, а потім й довкола нього.
А наслідки не забарилися — команда заграла в мобільний, атакуючий футбол. За сезон, 2011 року, було забито 50 голів, здобуто 16 перемог і лише дві поразки. З 52 очками «Естерсунд» посів 1 місце в своїй групі Дивізіону 2 й повернувся до Дивізіону 1 шведського футболу. І зовсім не спиняючись, команда вже в наступний, 2012 року, сезон знову забила суперникам 50 голів, злетіла на вищі щабелі турнірної таблиці й так їх нікому не віддала. З 53 очками (15 премог, 8 нічиїх та 3 поразки) ємтландці вперше у своїй історії пробилися до другого рівня шведського футболу — в лігу Супереттан.
Ліга Супереттан виявилася не злегких, її з першого разу «не перестрибнеш». Уже в першому сезоні, 2013 року, вихованці Грема Поттера змушені були доказувати всім свої претензії на перебування у вищому класі шведського футболу. Перемоги чергувалися із поразками. Зросли фізичні навантаження, як на тренуваннях так і в іграх, вищі за рівнем й технічно команди, старожили ліги, інколи, на досвіді обігрували, вимучених травмами та інтенсивністю ігрового циклу червоно-чорних соколів. Для такого турніру далася взнаки коротка лавка запасних та брак досвіду в більшості гравців команди. Але нічийні ігри та кілька перемог в фаворитів ліги — свідчили про характер колективу та його перспективи на мйбутнє. І здобуте 10 місце вважалося Даніелем Кіндбергом за стартовий майданчик для майбутніх успіхів (він знову запланував розширення стадіону і започаткував футбольно-кадетську школу для дітей Африки).
Наступного 2014 року команда набрала на 6 очок більше, але це дозволило їм піднятися аж на 5 сходинку п'єдесталу. Успішна гра футболістів спонукала місцян вщент заповнювати два стадіони (почергово). Кількох гравців команди запримітили скаути команд еліти шведського футболу, а нападником Моду «Мо» Берроу зацікавилися в Англії, і восени 2014 року він уже підписав контракт з «Суонсі Сіті» та спробував свої сили в англійській Прем'єр-лізі, а прощальна його гра зібрала 5600 глядачів. А очільники міста, врешті-решт, мали підтвердження свого стратегічного курсу: представлення Ємтланда на карті шведського футболу. Але Грем Поттер був невдоволений тим, що команда багато пропускає м'ячів, тож, уже по ходу сезону, долучав нових гравців у захисну лінію. Можливо, що далася взнаки давня "хвороба" команди - важкий вхід в сезон, адже вони знову з перших 5 турів пленталися в низу турнірної таблиці, і набирали хід уже впродовж сезону.
Проте, 2015 рік став для соколів найуспішнішим за все їхнє існування до того. З перших же турів «Естерсунд» увірвався до числа лідерів перегонів. І вже з 8 туру, закріпившись на 2-у місці — команда не оступилася жодного разу й закінчила сезон, здобувши срібні нагороди та омріяну перепустку до еліти шведського футболу. Відставши лише на одне очко від лідера ліги «Єнчепінг Седра», вихованці Грема Поттера набрали 63 очка, забивши найбільше голів у лізі — 56, вигравши 18 поєдинків, 8 звела в нічию і лише 4 програли. Багато гравців команди увійшли в символічні збірні ліги, а Грема Поттера визнали найкращим тренером ліги й найперспективнішим наставником в Швеції.

### В еліті шведського футболу (2016)
Впродовж 5 років мрії вболівальників Ємтланда щороку здійснювалися. Жодна команда краю (і взагалі півночі країни) за сотню років шведського футболу не змогла прорвати гегемонію південної Швеції, а їхнім улюбленцям це вдалося, тож вони очікували на більше. Хоча розсудливі прихильники, та й сам Даніель Чіндберг, усвідомлювали, що побороти еліту футболу країни дуже важко, ще й в перший же свій рік потрапляння до кола обраних. Відтак менеджмент клубу точковим методом (двома-трьома легіонерами) підсилили кілька позиції та зберегли кістяк команди, тим самим не відчувався дисбаланс в колективі. Звичайно, завдання на сезон — укріпитися в лізі було надважким, але всі надії покладалися на наставника команди, якого місцеві нарекли не менш як чарівником, який втілював їхні мрії в буття.
Як показав 2016 рік, команда Грема Поттера знову всіх здивувала — вони уже в перший же свій сезон в еліті здобули трофей — Кубок Швеції. Крім того, молоді й амбітні "червоно-чорні соколи" вистояли в борні на два фронти: успішно пройшовши кубкову дистанцію вони ще й утрималися в середняках Аллсвенскан ліги. Набравши 42 очки (12 перемог та поразок і 6 нічиїх) команда утвердилася на 8 місці турнірної таблиці. Від 5-го місця їх відділило всього 6 очок, які вони ймовірно не добрали: знову натужно стартувавши або послабивши натиск у вирішальний місяць боротьби за кубок. Це не завадило місцевій громаді бути в захваті від команди, адже ще дві їхні мрії (які вважалися нездійсненими, ще 4 роки тому) збулися — здобуття Кубка країни та участь їх улюбленців в єврокубках. А Даніелю Чіндбергу довелося, уже в четверте, розширювати та модернізовувати стадіон, тепер відповідно нормам УЄФА.
Перший сезон в еліті шведського футболу став знаковим для клубу. Уже від своєї першої гри, яка відбулася 4 квітня 2016 року в Стокгольмі із одним із старожилів ліги — столичним «Гаммарбю». 31 756 глядачів присутні на тій грі, левова частка з них були ємтландці, склали глядацький рекорд в Аллсвенскан-лізі, в сезоні 2016 року. Загалом, середня відвідуваність ігор з участю естерсундців становила 5914 глядачів, а всі домашні ігри проводилися при повному аншлагу. Наприкінці сезону чимало спеціалізованих видань та фахівців футболу визнавали гру команди, як одну з найкращих та змістовних в лізі, а Грем Поттер був названий тренером вищого ліги
.
Сезон 2017 року команда розпочала невдало, уже звично, пробуксовуючи весною, команда почала набирати хід й з середини першого кола вони почали показувати впевнену гру. Ба більше, вони навіть пробилися на 3 місце, але потім оступилися в іграх із лідерами шведського футболу й таки закріпилися в середині турнірної таблиці, балансуючи між 4-5 місцями. Що дало можливість Поттеру награвати склад задля вдалого старту в єврокубках. Фінішна частина першості збіглася з насиченим графіком єврокубкових баталій у груповому турнірі Ліги Європи (куди команда пробилася вперше, залишившися єдиним представником шведського футболу в цих турнірах у сезоні 2017-2018). Відтак сил на фінальний ривок, за бронзовими медалями першості вже не вистачало, хоча команда й набрала 50 очок й від 3 місця її відділяло лише 3 очки. Наразі це найкращий результат в історії клубу.

## Атрибути
Як більшість європейських футбольних клубів, «Естерсунд» має всі необхідні атрибути спортивного клубу. Очільники команди подбали за кольори, герб та назву, супроводжують свої заходи відповідними атрибутами та сувенірами, щоби розвинути та популяризувати, через них, свою команду. Крім того, сформувалися, цілком автономно, групи прихильників команди (фани, ультрас), які стали частково носіями цих атрибутів.

### Назва
Зачинателями футбольного клубу Естерсунда була місцева управа та головні два спортивних товариства міста, які мали свої футбольні команди: «Idrottsföreningen Kamraterna Östersund» (ІФК Естерсунд) та «Ope Idrottsföreningen» («Упе» ІФ). Незважаючи, на конкуренцію цих асоціацій (і в футболі, й бенді, і в легкій атлетиці) та вони ділили спільний стадіон міста Естерсунд (село Упе знаходилося поруч столиці краю, тож члени однойменного клубу також займалися й виступали на стадіоні «Гофваллен»).
Відтак, коли постало питання із визначенням назви команди зупинилися на звичній тоді формі — територіальної приналежності та з абревіатурами спортивної направленості. Оскільки засновники клубу вирішили сфокусуватися лише на розвитку футболу, то попередні абревіатури були виключені. З тих пір, з 1996 року, головна команда столиці Ємтланда носить назву - «Östersunds Fotbollsklubb» (в перекладі «Естерсундський Футбольний клуб»), або ж скорочено «ÖFK».

### Гімн
З 1996 року ємтладці, вболіваючи за свою команду, супроводжували їх на матчах і підтримували піснями та речівками. Відтак, з роками, кілька таких пісноспівів утвердилися за командою. Найчастіше вболівальники на трибунах співають речівку «Tjalalalalalalaaa Åhh ÖFK». В 1997 році місцевий автор Smalare än Tord поєднав кілька речівок і вийшов гімн для клубу, співак та оранжувальник 
Кнут (Knut) і Галенскапарна (Galenskaparna) написали до нього музику, а вболівальники підхопили цю пісню, яка невдовзі отримав статус офіційного гімну клубу
Ще чимало пісень та речівок було складено прихильниками команди в Естерсунді. Та після успішного сезону 2016 року очільники клубу і прихильники команди були вражені новою піснею, яка, згодом, була визнана неофіційним клубним хітом. Тепер пісня «Rött & svart pumpar hjärtat» молодої шведської співачки Анніки Норлін (Annika Norlin) звучить на всіх офіційних заходах, наче гімн команди .

### Кольори та емблема
Кольори клубу були визначені одразу, вони цілком відмінні від кольорів команд зачинателів (в одної буди яскраво червоні із білими вставками, а в другої біло-сині із позолотою), очевидно вдалися взнаки складного процесу об'єднання клубів, яке таки до кінця не було проведено. Очільниками команди було обрано червоно-чорні кольору, щоби підкреслити історичну спорідненість із періодом самостійності Ємтланда.
В довершення історичної складової було створено емблему клубу в гербоподібному стилі і в червоно-чорній гамі кольорів. А на довершення в гербовий щит було вписано давній історичний символ Ємтланду — сокола (від чого у Швеції і команду, і її прихильників нарекли «соколами»). На задньому фоні щита, понизу - чітко виступають обриси рукопотискання (як символ об'єднання й порозуміння).

### Уболівальники
З поширенням спортивного фан-руху по Європі ця тенденція прописалася й в Естерсунді. Найбільш прихильні до команди вболівальники створили свої групи, пізніше найбільш радикальні перейшли в когорту ультрас. Керівництво клубу знайшло порозуміння зі всіма фанатськими групами, надаючи їм підтримку та спрямовуючи/корегуючи їх виступи.
У середовищі вболівальників Швеції фанів «Естерсунда» називають червоно-чорними «Falkarna» (соколами). Очевидно, що свою самоназву вони почерпнули відповідно герба клубу. Слоган цих груп: «„Jämtland, Sverige, Europa, Världen — Vi är mycket mer än ett Norrlandslag“». Група «соколи» має свій ютуб канал та проводить різноманітні передматчеві заходи і перформанси на трибунах «Ємкрафт Арени».

## Досягнення
Аллсвенскан:
- Найвище 5-е місце (1): 2017

Супереттан:
- Найвище 2-ге місце (1): 2015

Кубок Швеції:
- Володар (1): 2017

## Статистика

### Виступи у шведських лігах
| Сезон | Ранг | Турнір      | Місце | І  | В  | Н  | П  | ГЗ | ГП | РГ  | Очки | Кубок         | Наслідки |
| ----- | ---- | ----------- | ----- | -- | -- | -- | -- | -- | -- | --- | ---- | ------------- | -------- |
| 1997  | 3    | Дивізіон 2  | 7     | 22 | 7  | 7  | 8  | 29 | 20 | +9  | 28   | 1-й раунд     |          |
| 1998  | 3    | Дивізіон 2  | 2     | 22 | 11 | 6  | 5  | 33 | 20 | +13 | 39   | 1-й раунд     |          |
| 1999  | 3    | Дивізіон 2  | 1     | 22 | 14 | 3  | 5  | 54 | 9  | +45 | 45   | 2-й раунд     |          |
| 2000  | 3    | Дивізіон 2  | 5     | 22 | 9  | 6  | 7  | 30 | 23 | +7  | 33   | 2-й раунд     |          |
| 2001  | 3    | Дивізіон 2  | 3     | 22 | 10 | 7  | 5  | 52 | 29 | +23 | 37   | 3-й раунд     |          |
| 2002  | 3    | Дивізіон 2  | 5     | 22 | 10 | 6  | 6  | 34 | 21 | +13 | 36   | 1-й раунд     |          |
| 2003  | 3    | Дивізіон 2  | 2     | 22 | 15 | 4  | 3  | 49 | 19 | +30 | 49   | 2-й раунд     |          |
| 2004  | 3    | Дивізіон 2  | 4     | 22 | 11 | 5  | 6  | 35 | 28 | +7  | 38   | 1-й раунд     |          |
| 2005  | 3    | Дивізіон 2  | 2     | 22 | 10 | 9  | 3  | 44 | 26 | +18 | 39   | 3-й раунд     |          |
| 2006  | 3    | Дивізіон 1  | 11    | 26 | 7  | 6  | 13 | 39 | 47 | -8  | 27   | 2-й раунд     |          |
| 2007  | 3    | Дивізіон 1  | 11    | 26 | 7  | 8  | 11 | 39 | 40 | -1  | 29   | 2-й раунд     |          |
| 2008  | 3    | Дивізіон 1  | 10    | 26 | 7  | 8  | 11 | 30 | 36 | -6  | 29   | 2-й раунд     |          |
| 2009  | 3    | Дивізіон 1  | 11    | 26 | 7  | 9  | 10 | 37 | 39 | -2  | 30   | 2-й раунд     |          |
| 2010  | 3    | Дивізіон 1  | 13    | 26 | 9  | 3  | 14 | 30 | 43 | -13 | 30   | 3-й раунд     | ▼        |
| 2011  | 4    | Дивізіон 2  | 1     | 22 | 16 | 4  | 2  | 51 | 12 | +39 | 52   | 2-й раунд     | ▲        |
| 2012  | 3    | Дивізіон 1  | 1     | 26 | 15 | 8  | 3  | 50 | 21 | +29 | 53   | 2-й раунд     | ▲        |
| 2013  | 2    | Супереттан  | 10    | 30 | 10 | 9  | 11 | 39 | 38 | +1  | 39   | 3-е (група)   |          |
| 2014  | 2    | Супереттан  | 5     | 30 | 12 | 9  | 9  | 40 | 40 | 0   | 45   | 2-й раунд     |          |
| 2015  | 2    | Супереттан  | 2     | 30 | 18 | 8  | 4  | 56 | 25 | +31 | 62   | 3-е (група)   | ▲        |
| 2016  | 1    | Аллсвенскан | 8     | 30 | 12 | 6  | 12 | 44 | 46 | -2  | 42   | Володар кубка |          |
| 2017  | 1    | Аллсвенскан | 5     | 30 | 13 | 11 | 6  | 48 | 32 | +16 | 50   | півфінал      |          |
| 2018  | 1    | Аллсвенскан | 6     | 30 | 15 | 4  | 11 | 51 | 39 | +12 | 49   | 2-е (група)   |          |
| 2019  | 1    | Аллсвенскан | 12    | 30 | 5  | 10 | 15 | 27 | 52 | -25 | 25   | 2-е (група)   |          |

### Виступи в єврокубках
В перший же свій єврокубковий сезон,2017-2018 років, команда створила сенсацію: пробившись до групового раунду Ліги Європи, шведські футболісти не спиняючись очолили свою групу та вийшли до фінальної частини турніру. Жереб в 1/16 турніру їх звів із титулованим лондонським «Арсеналом», який, очікувано, але й доволі сутужно витіснив новачків з турніру (хоча, виїзна перемога в Лондоні та якісна гра команди закарбувалася англійським вболівальникам).
| Сезон     | Турнір           | Раунд   | Суперник                | Вдома | Виїзд |
| --------- | ---------------- | ------- | ----------------------- | ----- | ----- |
| 2017–2018 | Ліга Європи УЄФА | 2-й     | «Галатасарай» (Стамбул) | 2-0   | 1-1   |
| 2017–2018 | Ліга Європи УЄФА | 3-й     | «Фола» (Еш)             | 1-0   | 2-1   |
| 2017–2018 | Ліга Європи УЄФА | Плей-оф | ПАОК Салоніки           | 2-0   | 1-3   |
| 2017–2018 | Ліга Європи УЄФА | Група J | «Атлетік» (Більбао)     | 2-2   | 0-1   |
| 2017–2018 | Ліга Європи УЄФА | Група J | «Герта» (Берлін)        | 1-0   | 1-1   |
| 2017–2018 | Ліга Європи УЄФА | Група J | «Зоря» (Луганськ)       | 2-0   | 2-0   |
| 2017–2018 | Ліга Європи УЄФА | 1/16    | «Арсенал» (Лондон)      | 0-3   | 2-1   |

14 матчів, 8 перемог, 3 нічиї, 3 поразки, різниця м'ячів 19-13.

### Тренери
Впродовж існування клубу його головну команду тренували шведські та англійські тренери:
- 1997 →  (Leif Widegren);
- 1998 →  (Christer Andersson);
- 1999 →  Сорен Окебі (Sören Åkeby);
- 1997—2001 →  Ян Вестерслунд (Jan Westerlund);
- 2002—2003 →  Ганс Ескільссон (Hans Eskilsson);
- 2004—2005 →  Ульф Кварнлеф (Ulf Kvarnlöf);
- 2006—2007 →  Стефан Реґебру (Stefan Regebro);
- 2007 →  Ніл Макдональд (Neil McDonald);
- 2008—2009 →  Карл-Гунар Бйорклунд (Karl-Gunnar Björklund);
- 2010 →  Лі Макіл (Lee Makel);
- 2011 →  Грем Поттер.

### Відомі гравці
У складі «Естерсунда», зазвичай, дуже відомих гравців за межами Швеції було обмаль (адже команда чимало часу провела у нижчих лігах країни). Наразі, до числа відомих можна долучити гравців, що виступали в більш знаних клубах або за збірні своїх країн (різного віку):
| - Пол Шірін (Paul Sheerin) - Мікаель Берг (Mikael Berg) - Маттіас Ерікссон (Mattias Eriksson) - Лассе Оскарссон (Lasse Oscarsson) - Лассе Маттіла (Lasse Mattila) - Челль Єнссон (Kjell Jönsson) - Фредрік Еліріс (Fredrik Aliris) - Мартін Юганссон (Martin Johansson) - Йоакім Лундстедт (Joakim Lundstedt) - Моду Барров (Modou Barrow) - Коннор Ріплі (Connor Ripley) - Фуйяд Бачіру (Fouad Bachirou) | - Ерік Лантто (Erik Lantto) - Алан Аль-Каді (Alan Al-Kadhi) - Лі Мейкел (Lee Makel) - Бобо Солландер (Bobo Sollander) - Браян Вейк (Brian Wake) - Даріл Смайл (Daryl Smylie) - Давід Аккам (David Accam) - Мікаель Тідсе (Michael Tidser) - Самуель Менсаро (Samuel Mensiro) - Джамаль Блекман (Jamal Blackman) - Джиммі Гопкутт (Jamie Hopcutt) - Саман Годдос (Saman Ghoddos) |

### Старожили клубу
Статистами складена символічна десятка гравців, які провели найбільше офіційних матчів за «Естерсунд»:
| №  | Гравець                                | Кількість ігор | Кількість голів |
| -- | -------------------------------------- | -------------- | --------------- |
| 1  | Ларс Оскарссон (Lars Oscarsson)        | 212            | 10              |
| 2  | Мартін Юганссон (Martin Johansson)     | 193            | 15              |
| 3  | Даніель Вестерланд (Daniel Westerlund) | 184            | 58              |
| 4  | Петтер Якобссон (Petter Jacobsson)     | 172            | 7               |
| 5  | Бобо Солландер (Bobo Sollander)        | 163            | 24              |
| 6  | Фредрік Аліріс (Fredrik Aliris)        | 143            | 13              |
| 7  | Йонас Сванберґ (Jonas Svanberg)        | 138            | 8               |
| 8  | Міґель Експозіто (Miguel Exposito)     | 126            | 12              |
| 9  | Джиммі Аньєвалль (Jimmy Anjevall)      | 121            | 13              |
| 10 | Мікаель Берґ (Mikael Berg)             | 118            | 3               |

### Найкращі бомбардири
Статистами складена символічна десятка гравців, які забили найбільше голів в офіційних матчах за «Естерсунд»:
| №  | Гравець                                | Кількість голів | Кількість ігор |
| -- | -------------------------------------- | --------------- | -------------- |
| 1  | Даніель Вестерланд (Daniel Westerlund) | 58              | 184            |
| 2  | Джейм Гопкутт (Jamie Hopcutt)          | 38              | 116            |
| 3  | Йоакім Лундстедт (Joakim Lundstedt)    | 33              | 97             |
| 4  | Браян Вейке (Brian Wake)               | 26              | 33             |
| 5  | Бобо Солландер (Bobo Sollander)        | 24              | 163            |
| 6  | Даніель Юганссон (Daniel Johansson)    | 21              | 36             |
| 7  | Алекс Дєр (Alex Dyer)                  | 19              | 85             |
| 8  | Пол Рід (Paul Read)                    | 18              | 25             |
| 9  | Даніель Едфальк (Daniel Edfalk)        | 17              | 73             |
| 10 | Емір Смаїч (Emir Smajic)               | 17              | 51             |

### Командні та індивідуальні спортивні віхи
- Підвищення в класі і здобуття трофеїв клубом «Естерсунд» спонукало тренерів збірних команд звернути свою увагу на гравців команди. Відтак Саман Годдос, Кен Сема дебютували за шведську збірну, Гаральдур Б'єрнссон дебютував у воротах збірної Ісландії, Фуйяд Бачіру гравець Коморських островів, Брва Ноурі грає в Азії за збірну Іраку та Альхаджі Геро в нігерійській команді

## Клубна інфраструктура
Заснований у 1996 році, футбольний клуб зимової столиці Швеції вибудував свою адміністративно-фінансову політику згідно найкращих взірців сучасного спортивного менеджменту. Запозичаючи досвід англійської футбольної ліги та відвідинами спортивних й економічних семінарів, керівництво набуло чималого досвіду та фінансової підтримки: як у провідних бізнес-компаніях, так і серед суспільного сектора, беручи участь у муніципальних суспільних програмах та міжнародних гуманітарних проектах).

### Розташування/адреса
- Адреса розташування: Östersund, Prästgatan 50[32]
- Поштова адреса: «Östersunds Fotbollsklubb», Box 67, 83121 Östersund
- Фан-магазин: Jämtkraft Arena / «ÖFK-shopen» Prästgatan 50 A

### Стадіон
За свою історію «Естерсунд» мав дві домашні арени: «Гофваллен» (Hofvallen) та «Ямкрафт Арену» (Jämtkraft Arena)
Від початку заснування клубу «Естерсунд» його головна команда грала на головній спортивній арені міста — «Гофваллен» (Hofvallen). Цей багатофункціональний спортивний комплекс постав у 1917 році, а був реконструйований в 1936 та 1954 роках. Він вміщає до 7680 глядачів. На цій арені проводилися як футбольні, так й легкоатлетичні змагання й численні концерти та видовища. Стадіон має широку бігову доріжку та одну криту трибуну. Покрив поля — природний.
До 1996 року місцеві футбольні команди почергово проводили свої матчі на стадіоні. З 1996 року його найбільше експлуатували футболісти «Естерсунда» та легкоатлети. Навіть після побудови нового стадіону клуб продовжує використовувати «Гофваллен» як запасну арену (як в часі реконструкцій, так і в інших нештатних ситуаціях). Після того, як команда повністю перейшла на «Ємткрафт Арену», з 1914 року, стадіон почав занепадати (муніципалітет не міг наситити його якісними видовищами), але він надалі функціонує як майданчик для легкоатлетів та інших футбольних команд. Вряди-годи на стадіоні відбуваються концертні та публічні заходи.
Головна команда Естерсунда з 2007 року грає на новій футбольній «Ємткрафт Арені», яка спершу була розрахована на 5 092 місць. Однак коли команда пробилася в елітну лігу країни, довелося наростити трибуни до 6 000 місць. Після того, як соколи пробилися до європейських кубків, арену в 2017 році збільшено й тепер вона налічує 8 466 сидячих місць.
Стадіонний комплекс знаходиться в північній частині міста й складається з двох штучних полів - основного і тренувального. Обидва майданчики з підігрівом та освітленням. Головне поле має параметри 105х65 метрів (згідно стандартів УЄФА). Освітлення стадіону розміщене на 4 вишках та по периметру трибун — 5600 світлодіодів високої інтенсивності.
Стадіон має прямокутну форму. Одна центральна трибуна складається з двох ярусів, а друга з одного. Одна бокова трибуна повністю передана під фанатську. Головне поле має дві накриті трибуни, а тренувальне — одну невеличку відкриту. В підтрибунних приміщеннях розміщені роздягальні для команд та приміщення для суддів. Під трибунами розміщений фан-шоп клубу та ресторан. На одній з трибун окремо облаштована віп-зона та місця для преси й прес-центр (обладнаний інтернетом). Поруч стадіону розміщена велика парковка для автомобілів.
На стадіоні інколи проводяться різні муніципальні турніри. Крім того, кілька місцевих команд послуговуються ним задля проведення ключових та важливих ігор. Коли на стадіоні проводяться концерти то загальна вмістимість аудиторії — 30 000 глядачів.

### Керівництво
Першими очільниками клубу обрали одразу дворх представників, попередніх керівників «Ope IF» та «IFK Östersund». Пізніше таки прийшли до того, що обирали одного очільника клубу.
Наразі керівна ланка клубу «Östersunds FK» виглядає таким чином:
| Ім'я                               | Посада                          |
| ---------------------------------- | ------------------------------- |
| Даніель Чіндберг (Daniel Kindberg) | президент футбольного клубу     |
| Грем Поттер                        | головний тренер                 |
| Біллі Рейд (Billy Reid)            | асистент тренера                |
| Бйорн Гамберґ (Björn Hamberg)      | асистент тренера аналітик       |
| Кайлі Макаулей (Kyle Macaulay)     | скаут аналітик                  |
| Браян Вейк (Brian Wake)            | асистент тренера                |
| Лінус Еріксон (Linus Eriksson)     | асистент тренера (по воротарям) |
| Alexander Kindberg                 | менеджер-адміністратор команди  |

### Спортивна інфраструктура
На початках існування «Естерсунда» його очільники користалися базами та інфраструктурою своїх попередників (клубів засновників). Роками пізніше, долучивши спонсорів, керівники почали розвивати спортивну інфраструктуру самостійно.
Спершу було належним чином було організовано роботу клубу, його офісу та всіх служб довкола команди. Були підписані договара із управою міста на експлуатацію сортивних споруд (стадіони). З приходом Даніеля Кіндберга було поставлено за мету розширити клуб та його інфраструктуру.
З 2011 року чорно-червоні орли почали нарощувати кількість спортивно-юнацьких команд, шляхом підписання договорів з приватними футбольними секціями та школами. А центрами підготовки найкращих гравців зі шкіл стала «Академія молоді ЕФК». Щоби майбутня молодь мала кар'єрне зростання в клубі заопікувалися додатково двома командами в нижчих лігах, які були з лену Ємтланд: ІФК Естерсунд (IFK Östersund) та «Лейф Відгрен» (Leif Widgren).
Окрім того головний стадіон Естерсунду також став інфраструктурним проектом клубу. Оскільки керівники клубу стали головними рушіями, які спонукали управу міста та своїх спонсорів скласти колективну угоду засновників, задля побудови нового стадіону. Подальші проети розширення стадіону: нові тренувальні поля та сервісні служби (паркування, обслуговування, кафе та магазини) також ініціював Даніель Кіндберг та його спортивний менеджмент.
Тож спортивна інфраструктура чорно-червоних орлів:
- Футбольний клуб «Естерсунд» — головна команда клубу;
- ІФК Естерсунд (IFK Östersund) та «Леїф Відгрен» (Leif Widgren) — два фарм-клуби команди;
- «Академія молоді ЕФК» — створена на базі кількох секцій футболу в Естерсунді;
- «Ємткрафт Арена» — експлуатується на основі договору сумісного використання з управою міста Естерсунд;
- Тренувальні майданчики довкола «Ємткрафт Арени»;
- Клубний магазин та офіс клубу «Естерсунд» — розташовані на стадіоні.

### Спонсори
Заснувавши в 1996 році об'єднаний футбольний клуб міста, його менеджмент добився перетоку головних спонсорів під свої кольори. І, починаючи з 1996 року, ця кількість спонсорів зростала. Якщо на зачатках це були два десятки спонсорів то, в 2017 році, після здобуття Кубка Швеції їх уже виявилося близько сотні. А ще долучилося чимало приватних інвесторів — членів клубу, які своїми членськими внесками та підтримкою дозволяють команді почуватися стабільно у фінансовому плані.
Першими, хто підтримав клуб (генеральні спонсори): «Blixtinkallad» (Krokom), «Do-IT Fashion AB» (Östersund), «Exakta Ekonomin i Jämtland AB» (Östersund), «Krokvågs Skogstjänst AB» (Hammarstrand), «Lasses kakelservice» (Offerdal), «Lundhags Fastighetsservice» (Östersund), «Svegårdh's Livs AB» (Häggenås), «Syre AB» (Östersund), «Wången — Travsportens Riksanläggning». За ними прийшли інші - міноритарні спонсори (у меншій мірі та на непостійні основі): «Bo Ottossons Fastighets AB», «Sängjätten», «Enervit», «Kövrabostäder», «Jekaby Bygg AB» (Oviken), «Orrda Åkeri & Taxi AB» (Offerdal), «Rolf Starlander Urhandel AB» (Östersund), «Stabil Stängsel I Sikås Ab» (Hammerdal), «Teknisk Klimatservice Norr AB» (Östersund), «Västjämtlands Sprängtjänst AB» (Undersåker).

## Цікаві факти
Незважаючи на те, що «Естерсунд» доволі ще молодий клуб, у своїй історії він має чимало знакових подій та історично-суспільних фактів.

### Футбольне братство
«Естерсунд» пов'язаний із англійським футболом, починаючи із запозичення футбольного менеджменту та гравців-англійців й закінчуючи тісними зв'язками із футбольними клубами Англії. За коротку історію їхніми побратимами стали три англійські футбольні клуби: Лідс (1997 року), «Суонсі» (з 2007 року) та «Віган» (з 2010 року).

### «Естерсунд» й Україна
Зазвичай, спортивні клуби з інших країн з Україною пов'язують через спортивні змагання поміж їх клубами. Відтак, команда зі Швеції уже в першому своєму єврокубковому сезоні, в 2017 році, зустрілася із українською командою «Зоря (Луганськ)». Їм випало зустрітися в груповому турніру Ліги Європи. 14 вересня у Львові червоно-чорні орли перемогли червоно-чорно-білу зорю, забивши 2 голи, і таким чином успішно стартували в груповому турнірі. А наприкінці осені 2017 року друга гра між цими командами також закінчилася перемогою «Естерсунда» 2:0 й закріпила лідерство шведів в групі Ліги Європи.
Вдалі виступи на міжнародній арені, привернули увагу до шведського клубу. Очільники клубу охоче відгукуються на різні товариські турніри та ігри, задля набуття ігрового досвіду своєї команди. Цією ситуацією скористався менеджмент київського «Динамо», і в часі передсезонної підготовки в іспанській Марбельї, 3 лютого 2018 року, була проведена товариська гра між цими командами, яка закінчилася нічиєю 2:2. Наступного року, 5 лютого відбулася чергова товариська зустріч із киянами, і знову з нічийним результатом 0:0.

### Президент клубу
Успіхи «Естерсунда» кували футболісти та їх тренер Ґрем Поттер, але головним творцем та натхненником є президент клубу Даніель Чіндберґ. Саме після його приходу 2010 року до клубу вибудували інфраструктуру клубу, організували спортивний менеджмент та тренувальні табори й академію та налагодили співпрацю з англійськими партнерами - що вилилося в подальші турнірні успіхи команди. Незважаючи на те, що Чіндберґ колишній військовий, підполковник шведської армії та співробітник спецслужб, який керував кількома батальйонами і навіть був із військовими місіями в ДР Конґо, Лівії та Боснії, його організаційно-менеджерські здібності стали в пригоді і в спортивному клубі.

### Лівійський слід у Скандинавії
У 2014-му році Даніель Чіндберґ заявив про перспективи співпраці з урядом Лівії, з яким було укладено договір співпраці. З тих пір до Естерсунду щорічно прибували найбільш обдаровані лівійські молоді футболісти, тут їм було організовану спортивну школу: вони покращували свої футбольні навички, навчалися англійської мови та комп'ютерних наук. Натомість уряд Лівії надає клубу солідну фінансову підтримку.

### У кінематографі
- «See the man» — Документальний фільм Хосе Мігеля Хіменеса (José Miguel Jiménez) щодо культурних та соціальних проектів клубу «Естерсунд»[52]
- «Att vara eller inte vara — en vinnarskalle» — Документальний фільм Роланда Ульсена (Roland Olsen) про клуб «Естерсунд», 2014.[53]